# كل صغير جميل
"كلّ صغيرٍ جميل، الاقتصاد المَعنيّ بالناس" عبارة عن مجموعة من المقالات التي نشرها الاقتصادي البريطاني الألماني المولد إي إف شوماخر في عام 1973. جاء عنوان "الصغير جميل" من المبدأ الذي تبناه معلم شوماخر ليوبولد كوهر  (1909-1994) الذي يطور التقنيات والسياسات والسياسات الصغيرة والمناسبة كبديل متفوق للروح السائدة المتمثلة في "الأكبر هو الأفضل".
ساعدت القوى البيئية والاجتماعية والاقتصادية المتداخلة، مثل أزمة الطاقة عام 1973 وتعميم مفهوم العولمة ، في جلب انتقادات شوماخر "كل صغير جميل" للاقتصاد السائد إلى جمهور أوسع خلال السبعينيات. في عام 1995، صنف ملحق التايمز الأدبي كتاب "كل صغير جميل" من بين أكثر 100 كتاب تأثيرًا تم نشرها منذ الحرب العالمية الثانية .  نُشرت طبعة أخرى مع التعليقات في عام 1999.

## ملخص
ينقسم كتاب "كل صغير جميل" إلى أربعة أجزاء: "العالم الحديث"، و"الموارد"، و"العالم الثالث"، و"التنظيم والملكية".
- الجزء الأول – يلخص العالم الاقتصادي في أوائل السبعينيات من وجهة نظر شوماخر. في الفصل الأول، "مشكلة الإنتاج"، يرى شوماخر أن الاقتصاد الحديث غير مستدام. يتم التعامل مع الموارد الطبيعية (مثل الوقود الأحفوري ) على أنها دخل قابل للاستهلاك، في حين أنه ينبغي معاملتها في الواقع كرأس مال ، لأنها غير قابلة للتجديد، وبالتالي عرضة للاستنزاف في نهاية المطاف. ويجادل كذلك بأن مقاومة الطبيعة للتلوث محدودة أيضًا. ويخلص إلى أن الجهود الحكومية لابد أن تركز على التنمية المستدامة ، لأن التحسينات الطفيفة نسبياً، على سبيل المثال، نقل التكنولوجيا إلى دول العالم الثالث ، لن تحل المشكلة الأساسية المتمثلة في الاقتصاد غير المستدام. فلسفة شوماخر هي فلسفة "الكفاية"، وتقدير احتياجات الإنسان والقيود، والاستخدام المناسب للتكنولوجيا . لقد نشأ هذا من دراسته لاقتصاد القرية، والذي أطلق عليه فيما بعد اسم الاقتصاد البوذي ، وهو موضوع الفصل الرابع من الكتاب.
- الجزء الثاني – يعتبر التعليم أعظم مورد، ويناقش الأرض والصناعة والطاقة النووية والأثر البشري للتكنولوجيا.
- الجزء الثالث - يناقش الفجوة بين مركز النظام العالمي والعالم النامي كما كان موجودًا في ذلك الوقت، مع التركيز على ثقافة القرية والبطالة في الهند.
- الجزء الرابع – يعرض رسمًا تخطيطيًا لنظرية التنظيم واسع النطاق، ويتناول الابتذال حول الرأسمالية كنظام اجتماعي ويناقش البدائل. ويختتم الفصل الثالث من هذا الجزء بنصيحة للاشتراكيين:

"يجب على الاشتراكيين أن يصروا على استخدام الصناعات المؤممة ليس فقط من أجل التفوق على الرأسماليين - وهي محاولة قد تنجح أو لا - ولكن لتطوير نظام أكثر ديمقراطية وكرامة للإدارة الصناعية، توظيف أكثر إنسانية للآلات الصناعية،و استخدام ذكي لثمار البراعة والجهد البشري. إذا تمكنوا من القيام بهذا، فإن المستقبل سيكون في أيديهم. وإذا لم يتمكنوا من ذلك، فلن يكون لديهم ما يستحق التقديم لعرق الرجال الأحرار". (الجزء الرابع، الفصل الثالث «الاشتراكية»)

## روابط خارجية
- النص الكامل للكتاب "كل لصغير جميل" على موقع ditext.com
- الصفحة الرئيسية لمعهد شوماخر للأنظمة المستدامة